# Равана
Ра́вана (санскр. रावण, IAST: Rāvaṇa, букв. «Ревун») — в индуистской мифологии — демон, бывший повелитель ракшасов и мифический владыка острова Ланка, персонаж эпоса «Рамаяна», антагонист главного героя — Рамы. По преданию имел десять голов и имел поэтому имя Дашагрива, «Десятишеий».
Правнук бога Брахмы, внук Пуластьи, сын Вишравы.

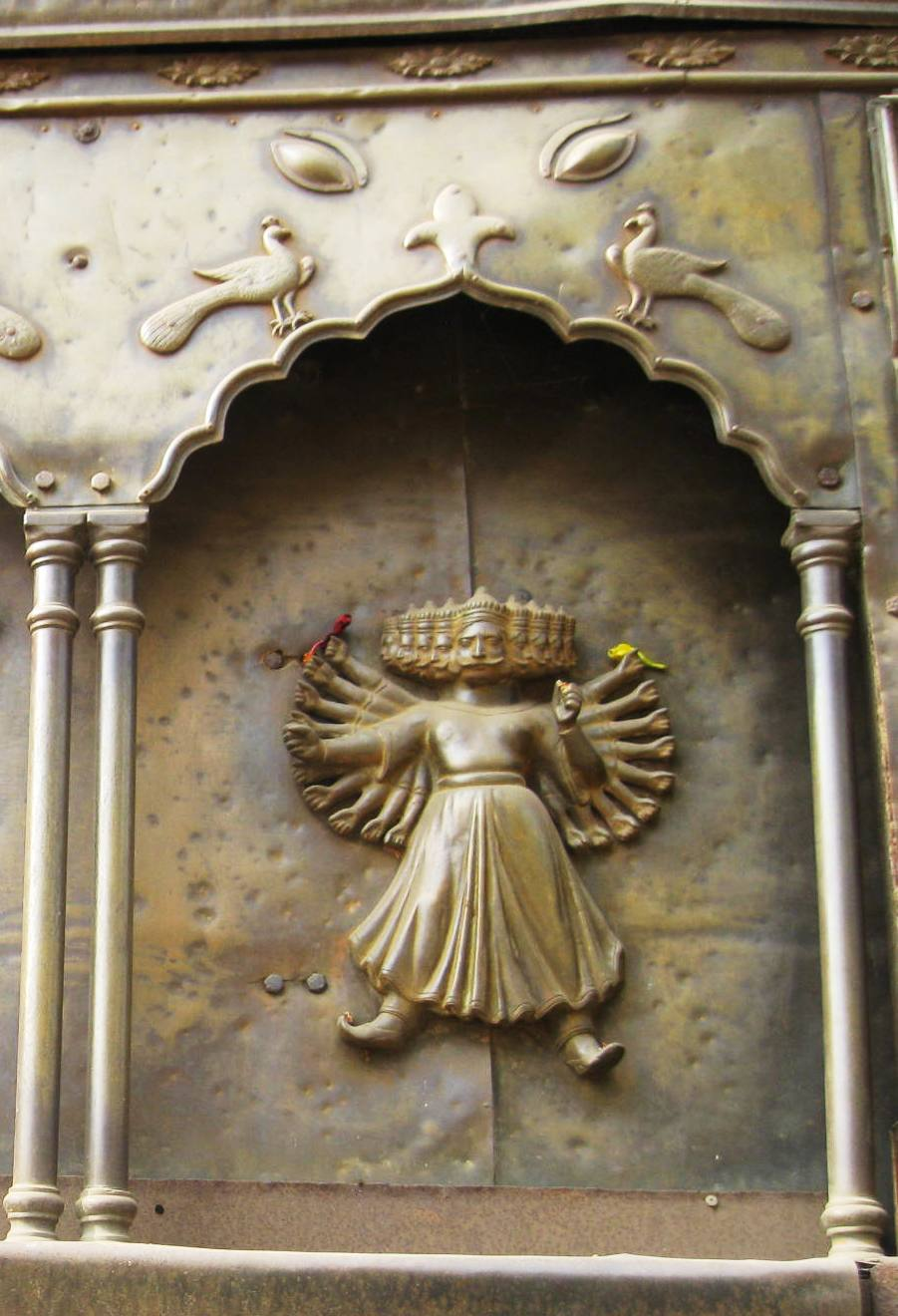
Равана на медной колеснице, Сирсол Раджбари, Западная Бенгалия, Индия.

Согласно легенде, Равана десять тысяч лет предавался суровому подвижничеству — тапасу и в награду его прадед Брахма наделил его даром неуязвимости от богов и демонов. В результате Равана смог узурпировать власть над всеми тремя мирами (небеса, земля и подземный мир). На острове Ланка он основал царство ракшасов, изгнав оттуда своего сводного брата Куберу. Также он сверг с небес богов и заставил их прислуживать ему в его доме — Агни готовил еду, Варуна приносил воду, Ваю подметал пол и т. д.
Чтобы избавиться от тирании, Вишну, по просьбе остальных богов, пришёл на землю как аватар Рама. Равана похитил жену Рамы — прекрасную Ситу и увёз её к себе на Ланку. Рама и его брат Лакшмана, заключив союз с царём обезьян Сугривой, высадились на Ланке и вступили в бой с царём ракшасов. Рама долго пытался убить Равану, отсекая ему головы, но они тут же отрастали вновь. Тогда Рама поразил Равану в сердце «Стрелой Брахмы».